# Цао Сјуећин
Цао Сјуећин (кин: 曹雪芹, Cao Xueqin, око 1724 — 1763) је био кинески писац и филозоф из 18. века.
Рођен је као Џан (кин: 曹霑, Zhan) у богатој породици, да би убрзо потпуно осиромашио. Потом је, живећи у беди у Пекингу, написао осамдесет поглавља романа „Камен“, али га није довршио. Након његове смрти роман је у периоду између 1791. и 1792. надопуњен са четрдесет нових поглавља а наслов му је промењен у „Сан у црвеном павиљону“. Роман се сматра ремек-делом кинеске романескне књижевности и делом аутобиографским текстом. У њему јунак, млади и лепи Бао Ју, живи у племићкој палати раскошно и безбрижно са својим рођакама и слушкињама да би одједном тајанствено нестао .

## Бесконачни сан Бао Јуа
Бао Ју је сањао да се налази у врту истоветном његовом. „Је ли могуће“, говораше, „да постоји врт који је једнак мом?“ Неколико слушкиња му се приближи. Бао остаде збуњен: „Зар још неко има слушкиње тако налик Хси Јен, Бин Ер и свима онима у мојој кући?“ Једна од слушкиња повика: „Ево Бао Јуа. Како је дошао довде?“ Бао Ју помисли да су га препознале. Крену напред и рече слушкињама: „Шетао сам. Случајно сам дошао овамо. Прошетајмо мало.“ Слушкиње се стадоше смејати: „Каква заслепљеност! Заменили смо те с Бао Јуом, нашим господарем, али ти ниси привлачан као он.“ Беху то слушкиње неког другог Бао Јуа. „Драге сестре“, рече им он, „ја сам Бао Ју. Ко је ваш господар?“" „Бао Ју“, одговорише оне. „То су му име дали његови родитељи, а састављено је од двају значења: Бао (драгоцен) и Ју (нефрит) како би му живот био сретан и дуг. Како си се усудио узети његово име?“ Оне се удаљише смејући се. Бао Ју остаде запрепаштен. „Још нико са мном није тако лоше поступао. Зашто ме те девојке презиру? Постоји ли доиста други Ју? Морам се у то уверити.“ Морен тим мислима, нађе се у неком дворишту које му се учини чудно познатим. Попе се уза степенице и уђе у собу. Угледа неког младића како лежи. Покрај кревета девојке се смејаху забављајући се с њиме. Младић уздахну. Једна од слушкиња рече: „О чему сањаш, Бао Ју? Јеси ли несретан?“ „Уснио сам надасве чудан сан. Сањао сам да сам био у врту и да ме ниједна међу вама није препознала. Оставиле сте ме самог. Пратио сам вас до куће и тамо открио једног другог Бао Јуа како спава у мом кревету.“ Чувши тај разговор, Бао Ју се не могаше уздржати те узвикне: „Тражио сам једнога Бао Јуа и то си ти.“ Младић устане, обујми га рукама и повиче: „То није био сан, ти си Бао Ју.“ Уто, из врта зовну неки глас: „Бао Ју!“ Оба Бао Јуа уздрхташе. Сањани Бао Ју ишчезне, а други му рече: „Врати се брзо, Бао Ју.“ Бао Ју се пробуди. Његова слушкиња, Хси Јен, га упита: „О чему сањаш Бао Ју, јеси ли несретан?“ „Уснуо сам надасве чудан сан. Сањао сам да сам био у неком врту и да ме ниједна од вас није препознала...“